# Liste von auf dem Atzgersdorfer Friedhof bestatteten Persönlichkeiten
Die Liste von auf dem Atzgersdorfer Friedhof bestatteten Persönlichkeiten enthält Angaben zu bekannten Persönlichkeiten, deren Grabstellen sich am Atzgersdorfer Friedhof befinden oder befanden.

## Gräber
| Name                  | Geb. | Gest. | Angaben zur Person                  | Standort            | Status                               | Foto |
| --------------------- | ---- | ----- | ----------------------------------- | ------------------- | ------------------------------------ | ---- |
| Walter Behrens        | 1911 | 1999  | Maler und Grafiker                  | Nr. 7               |                                      |      |
| Heidi Gutruf          | 1943 | 2003  | Kabarettistin und Schauspielerin    | Gr. 2, R. 1, Nr. 18 |                                      |      |
| Josef Hilgarth        | 1898 | 1975  | Bezirksschulinspektor und Politiker | Gr. M, Nr. 175      |                                      |      |
| Hertha Kräftner       | 1928 | 1951  | Schriftstellerin                    | Abt. 1, Nr. 98      | Ehrenhalber in Obhut genommenes Grab |      |
| Walter Richard Langer | 1936 | 1995  | Jazzexperte und Radiomoderator      | Abt. 1, Nr. 51      |                                      |      |
| Karl Skraup           | 1898 | 1958  | Schauspieler                        | Gr. M, Nr. 97       |                                      |      |
| Leopold Vogl          | 1910 | 1992  | Fußballspieler                      | Gr. 2, R. 1, Nr. 12 |                                      |      |

## Legende
Die Tabelle enthält im Einzelnen folgende Informationen:
| Name:     | Name der bestatteten Persönlichkeit. |
| Geb.:     | Geburtsjahr der bestatteten Persönlichkeit. |
| Gest.:    | Sterbejahr der bestatteten Persönlichkeit. |
| Standort: | Es ist die Lage der Grabstelle angegeben. Verwendete Abkürzungen sind Abt. für Abteilung, Gr. für Gruppe, R. für Reihe und Nr. für Nummer. |
| Status:   | Es werden bei den Angaben zum Status drei verschiedene Arten unterschieden: 1. Gewidmete Gräber: Ehrengrab oder Ehrenhalber in Obhut genommenes Grab oder Ehrenhalber gewidmetes Grab. 2. Grab aufgelassen: für nicht mehr bestehende Grabstellen. 3. Bei den übrigen Grabstellen ist als <!--unsichtbarer Kommentar--> eine Angabe zur Dauer des Grabnutzungsrechtes eingebunden. |
| Foto:     | Fotografie der Grabstelle (nicht der Persönlichkeit). Klicken des Fotos erzeugt eine vergrößerte Ansicht. |

Die Tabelle ist alphabetisch nach dem Nachnamen der Persönlichkeit sortiert.